# Campanha de Liaoshen

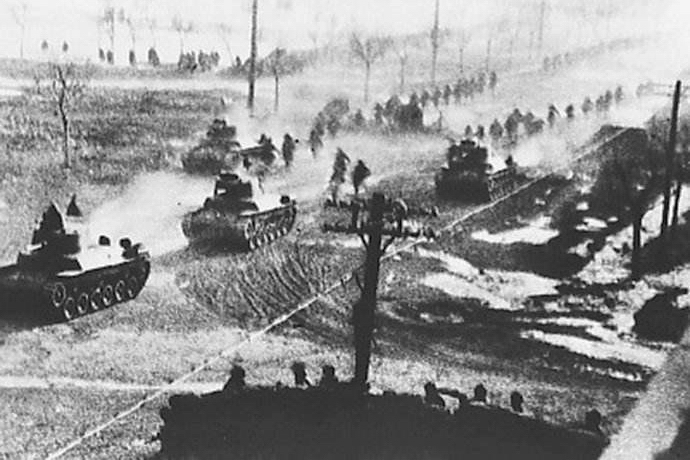
Exército de Libertação Popular e tanques Type 97 Chi-Ha avançam para Shenyang.

A campanha de Liaoshen (em chinês: 辽沈会战), uma abreviação da campanha de Liaoning-Shenyang, foi a primeira das três grandes campanhas militares (juntamente com a campanha de Huaihai e a campanha de Pingjin) lançadas pelo Exército de Libertação do Povo Comunista contra o governo nacionalista do Kuomintang durante a fase final da Guerra Civil Chinesa. Este engajamento também é conhecido pelo Kuomintang como a campanha de Liaohsi (chinês: 遼西會戰) Liáoxī huìzhàn, e ocorreu entre setembro e novembro de 1948, durando um total de 52 dias. A campanha terminou depois que as forças nacionalistas sofreram derrotas abrangentes em toda a Manchúria, perdendo as principais cidades de Jinzhou, Changchun e, eventualmente, Shenyang no processo, levando à captura de toda a Manchúria pelas forças comunistas. A vitória da campanha fez com que os comunistas alcançassem uma vantagem numérica estratégica sobre os nacionalistas pela primeira vez em sua história.